# Tanzermast
Der Tanzermast ist ein Mast, der auf Schiffen mit sechs oder sieben Masten gebaut wird.
Da nie ein Schiff mit mehr als fünf Masten in einer deutschen Werft gebaut wurde, gibt es keinen ursprünglichen deutschsprachigen Namen für diesen Mast, „Tanzermast“ ist nur eine Übersetzung des englischen „jiggermast“, man findet im deutschen auch die Bezeichnungen „Tänzermast“ und „Jiggermast“.
Auf Sechsmastgaffelschonern ist der Tanzermast der vierte Mast (vom Bug aus gezählt).
Bei einem Siebenmaster ist es etwas komplizierter: Es gab nur ein Schiff mit sieben Masten, die Thomas W. Lawson. Da es im englischen System keine Vereinheitlichung der Mastnamen gibt, gab es mehrere Systeme zur Benennung ihrer Masten:
- Fock-, Groß-, Kreuz-, Mittel-, Tanzer-, Treiber-, Besanmast (engl.: fore, main, mizzen, middel, driver, pucher, spanker) Man hat hier den „drivermast“ mit „Tanzermast“ übersetzt. Die Benennung orientiert sich allerdings am deutschen System, da im englischen selten ein Mittelmast gefahren wird.
- Fock-, Groß-, Kreuz-, Tanzer-, Treiber-, Schieber-, Besanmast (engl.: fore, main, mizzen, jigger, driver, pusher, spanker)
- Fock-, Groß-, Kreuz-, Besan-, Tanzer, Treiber, Schiebermast (engl.: fore, main, mizzen, spanker, jigger, driver, pucher) (so waren die Masten beim Stapellauf benannt. Im Deutschen nannte man sie nie so, da hier der Besanmast immer der Letzte ist)